# Жанатурмис (Карасуський сільський округ)
Жанатурми́с (каз. Жаңатұрмыс) — село у складі Сайрамського району Туркестанської області Казахстану. Входить до складу Карасуського сільського округу.
До 2000 року село називалось Новоселовка.
Населення — 567 осіб (2021; 456 у 2009, 283 у 1999, 222 у 1989).
26 березня 2015 року до села було приєднано територію площею 0,63 км².